# Supercoupe des îles Féroé féminine de football
La Supercoupe des îles Féroé féminine de football (Stórsteypadysturin Kvinnur en féroïen) est une compétition féminine de football opposant le champion des îles Féroé au vainqueur de la coupe des îles Féroé de la saison précédente.

## Histoire
Ce trophée est créé en 2019 et est organisé par la Fédération des îles Féroé en partenariat avec le Lions Club des îles Féroé. In La première édition est remportée par le HB Tórshavn, vice-champion et finaliste de la Coupe, contre l'EB/Streymur/Skála (en) qui avait réalisé le doublé Coupe-Championnat.

## Palmarès

### Finales
| Année | Vainqueur                                                       | Score                                                           | Finaliste                                                       |
| ----- | --------------------------------------------------------------- | --------------------------------------------------------------- | --------------------------------------------------------------- |
| 2019  | HB Tórshavn                                                     | 7 - 1                                                           | EB/Streymur/Skála (en)                                          |
| 2020  | Édition annulée en raison de la pandémie de Covid-19 en Islande | Édition annulée en raison de la pandémie de Covid-19 en Islande | Édition annulée en raison de la pandémie de Covid-19 en Islande |
| 2021  | KÍ Klaksvík                                                     | 4 - 1                                                           | NSÍ Runavík                                                     |
| 2022  | NSÍ Runavík                                                     | 0 - 0 4 - 2 tab                                                 | KÍ Klaksvík                                                     |
| 2023  | KÍ Klaksvík                                                     | 2 - 0                                                           | NSÍ Runavík                                                     |
| 2024  | KÍ Klaksvík                                                     | 2 - 1                                                           | NSÍ Runavík                                                     |
| 2025  | KÍ Klaksvík                                                     | 2 - 1                                                           | NSÍ Runavík                                                     |

### Titres par clubs
| Club                   | Finales gagnées | Finales perdues | Années des titres      |
| ---------------------- | --------------- | --------------- | ---------------------- |
| KÍ Klaksvík            | 4               | 1               | 2021, 2023, 2024, 2025 |
| NSÍ Runavík            | 1               | 4               | 2022                   |
| HB Tórshavn            | 1               | 0               | 2019                   |
| EB/Streymur/Skála (en) | 0               | 1               | -                      |